# Boy Meets Girl (film 2014)
Boy Meets Girl è un film del 2014 diretto da Eric Schaeffer. 
Film romantico statunitense che parla di una donna transgender, che vive in una piccola città della Virginia, in cerca dell'amore.
Il film è stato presentato per la prima volta il 28 giugno 2014 al Frameline Film Festival per poi avere una distribuzione limitata negli Stati Uniti il 6 febbraio 2015.

## Trama
La ventunenne Ricky è una donna transgender che vive in una piccola città del Kentucky ma sogna di trasferirsi a New York e frequentare una scuola di fashion design. Ricky lavora come barista e trascorre la maggior parte del tempo in giro con il suo unico amico Robby, che è stato al suo fianco negli ultimi 15 anni. Un giorno, mentre Ricky è al lavoro, una donna di nome Francesca entra nel bar e immediatamente sboccia un'amicizia che, dopo un po' di tempo, inaspettatamente, si trasforma in una relazione d'amore.

## Accoglienza

### Incassi
Il film ha incassato complessivamente 20.441 dollari statunitensi.

### Critica
Sull'aggregatore di recensioni Rotten Tomatos il film gode dell'86% di recensioni positive con un voto medio di 7.1/10. Su Metacritic il film ha un voto di 68/100, basato su 4 critici. FilmTv.it ha dato al film un voto di 3 stelle e mezzo su 5 scrivendo: "Una commedia struggente e romantica che affronta con delicatezza e profondità il tema del passaggio all'età adulta al di là del genere e dell'orientamento sessuale".
Gary Goldstein del Los Angeles Times ha dato al film una recensione favorevole, definendolo una: "storia adorabile, che regala un'emozione credibile e enormemente sentita". Il Washington Post ha dato al film due stelle su quattro affermando che: "Boy Meets Girl non è solo una storia emotiva ma anche seria e istruttiva".

## Riconoscimenti
- Candidatura ai GLAAD Media Awards 2016 nella categoria miglior film della piccola distribuzione.